# Cima Bella
La Cima Bella (Schönwipfel in tedesco) è una cima erbosa di 1.912 m s.l.m. nella Catena Carnica Orientale. È situata sulla cresta di confine tra Austria ed Italia e, più precisamente, appartiene ai comuni di Malborghetto-Valbruna in Provincia di Udine e Sankt Stefan im Gailtal in Carinzia. La cresta prosegue a ovest verso la Sella della Caldiera (Kesselwaldsattel, 1.477 m s.l.m.) e lo Schwartzwipfel (1.740 m s.l.m.) e poi a nord verso il Poludnig (1.999 m s.l.m.), mentre verso est si incontrano la Forcella di Fontana Fredda (Scharte beim kalten Brunnen, 1.692 m s.l.m.) ed il Monte Sagran (Sagranberg, 1.931 m s.l.m.). A sud il pendio scende fino alla Sella del Cocco, per poi risalire al Monte Cocco (1.941 m s.l.m.).